# Agama bocourti
Agama bocourti är en ödleart som beskrevs av  Alphonse Trémeau de Rochebrune 1884. Agama bocourti ingår i släktet Agama och familjen agamer. IUCN kategoriserar arten globalt som otillräckligt studerad. Inga underarter finns listade i Catalogue of Life. Artepitet i det vetenskapliga namnet hedrar den franska naturforskaren Marie Firmin Bocourt.
Arten förekommer i Senegal och Gambia. Honor lägger ägg.